# سانتا کروز دل سور
سانتا کروز دل سور (به اسپانیایی: Santa Cruz del Sur) یک منطقهٔ مسکونی در کوبا است که در استان کاماگوئی واقع شده‌است. سانتا کروز دل سور ۱٬۱۲۲ کیلومتر مربع مساحت و ۵۱٬۳۳۵ نفر جمعیت دارد و ۵ متر بالاتر از سطح دریا واقع شده‌است.